# العهدة العمرية

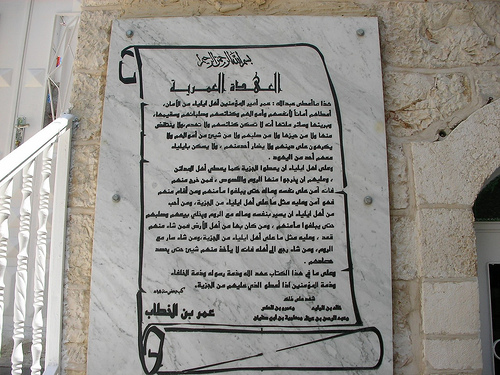
صورة لملصق عن العهدة العمرية

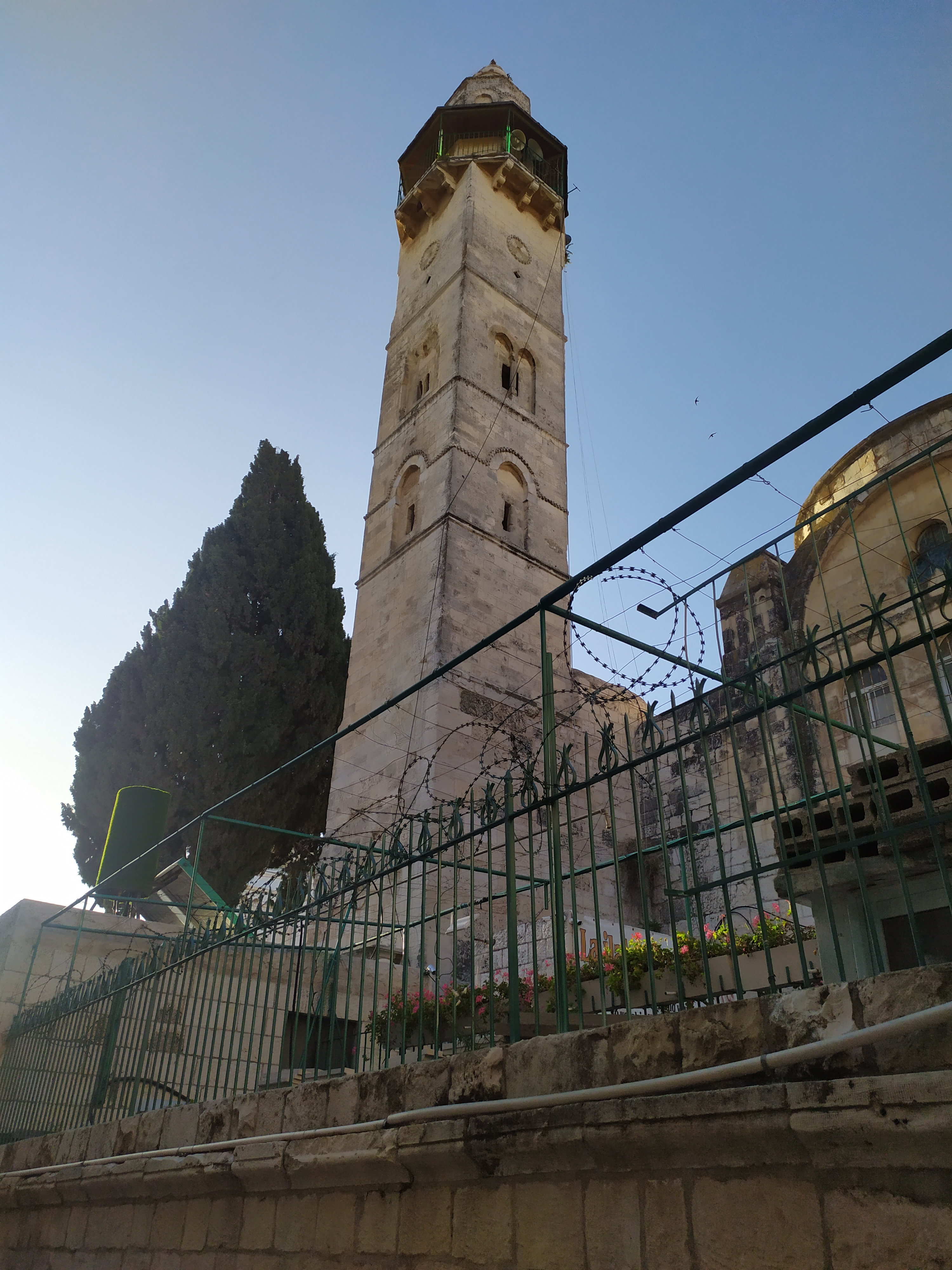
مسجد عمر بن الخطاب في القدس، بُني حيث صلّى عمر أثناء مكوثه في القدس بعد فتحها.

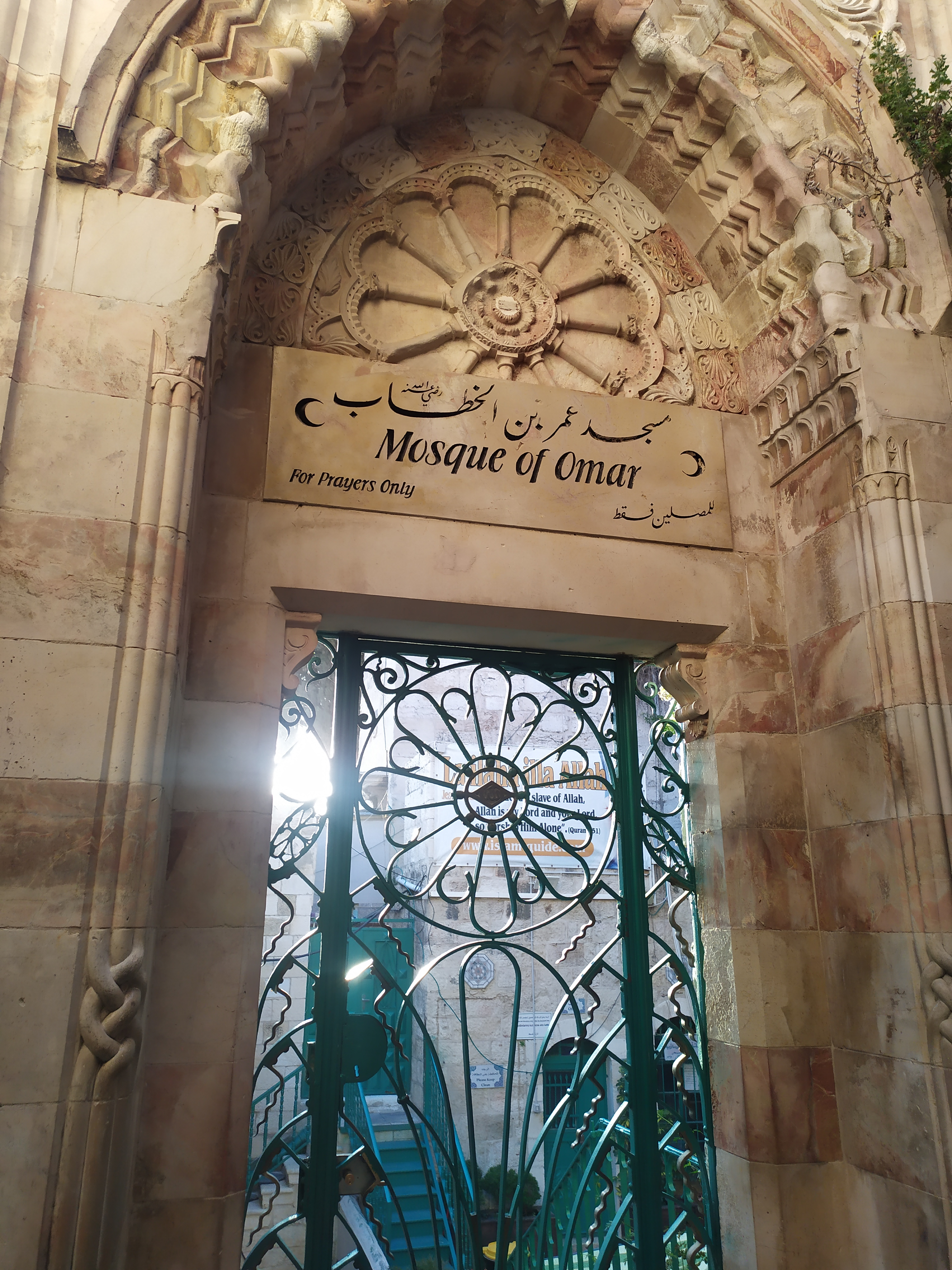
مدخل مسجد عمر بن الخطاب في القدس

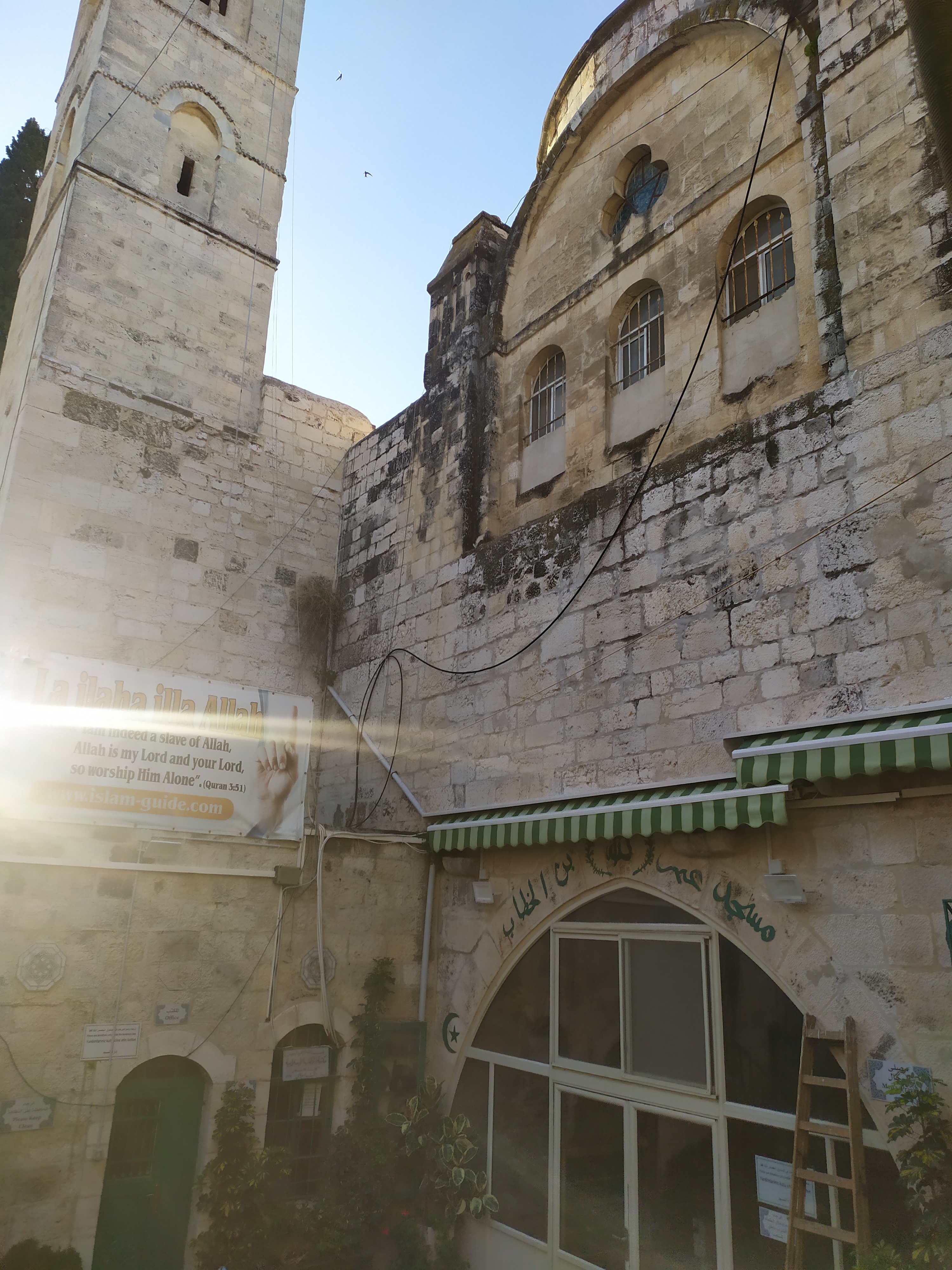
واجهة مسجد عمر بن الخطاب في القدس

العهدة العمرية هي كتاب كتبه الخليفة عمر بن الخطاب لأهل إيلياء (القدس) عندما فتحها المسلمون عام 638 للميلاد، أمنهم فيه على كنائسهم وممتلكاتهم. وقد اعتبرت العهدة العمرية واحدة من أهم الوثائق في تاريخ (القدس)

## خلفية
بعد انتصار المسلمين في معركة اليرموك دخل عمر القدس ليتسلم مفاتيحها من بطريرك القدس صفرونيوس في 15 هـ، وكتب لهم عمر بن الخطاب كتاباً به شروط الصلح..

## نص العهدة
هذا ما أعطى عبد الله، عمر، أمير المؤمنين، أهل إيلياء من الأمان، أعطاهم أماناً لأنفسهم وأموالهم ولكنائسهم وصلبانهم وسقمها وبريئها وسائر ملتها. أنه لا تسكن كنائسهم ولا تهدم، ولا ينقص منها ولا من حيِّزها ولا من صليبهم ولا من شيء من أموالهم، ولا يُكرهون على دينهم، ولا يضارّ أحد منهم، ولا يسكن بإيلياء معهم أحد من اليهود.
وعلى أهل إيلياء أن يُعطوا الجزية كما يُعطي أهل المدائن. وعليهم أن يُخرِجوا منها الروم واللصوص. فمن خرج منهم فإنه آمن على نفسه وماله حتى يبلغوا أمنهم. ومن أقام منهم فهو آمن، وعليه مثل ما على أهل إيلياء من الجزية. ومن أحب من أهل إيلياء أن يسير بنفسه وماله مع الروم ويخلي بِيَعهم وصلبهم، فإنهم آمنون على أنفسهم وعلى بِيَعهم وصلبهم حتى يبلغوا أمنهم. فمن شاء منهم قعد وعليه مثل ما على أهل إيلياء من الجزية. ومن شاء سار مع الروم. ومن شاء رجع إلى أهله، فإنه لا يؤخذ منهم شيء حتى يحصد حصادهم.
وعلى ما في هذا الكتاب عهد الله وذمة رسوله وذمة الخلفاء وذمة المؤمنين، إذا أعطوا الذي عليهم من الجزية.
كتب وحضر سنة خمس عشرة هجرية.
وبينما كان عمر رضى الله عنه يملى هذا العهد حضرت الصلاة، فدعا البطريرك صفرونيوس عمر للصلاة حيث هو في كنيسة القيامة، ولكن عمر رفض وقال له: أخشى إن صليت فيها أن يغلبكم المسلمون عليها ويقولون هنا صلى أمير المؤمنين. وهذا نص العهدة حسب تاريخ الطبري ومجير الدين العليمي المقدسيِ.

## العهدة العمرية في كتب التاريخ
وردت العهدة في كتب التاريخ بأكثر من صيغة ونص، وتتراوح من نصوص قصيرة ومقتضبه كنص اليعقوبي ونص ابن البطريق وابن الجوري، أو مفصلة كنص ابن عساكر ونص الطبري ومجير الدين العليمي المقدسيِ ونص بطريركيـة الروم الأرثوذكس، قد ذكر ابن القيم الشروط العمرية في كتابه أحكام أهل الذمة، وعزاها لعدد من المصادر وأضفنا نحن بعضها، وجاء في مسند أحمد، فقد روى ابنه عبد الله في زوائده على المسند، بعض الشروط على أهل الذمة قال: حدثنا غير واحدٍ من أهل العلم قالوا:
فكتب بذلك عبد الرحمن بن غنم إلى عمر بن الخطاب، فكتب إليه عمر: أن أمضي لهم ما سألوا، وألحق فيهم حرفين أشترطهما عليهم مع ما شرطوا على أنفسهم: ألا يشتروا من سبايانا شيئاً، ومن ضرب مسلماً عمداً فقد خلع عهده.
وروى هذه الشروط الخلاّل في كتاب أحكام أهل الملل من طريق عبد الله بن الإمام أحمد. وأخرجها البيهقي في سننه، وكذلك روى سفيان الثوري عن مسروق بن عبد الرحمن بن عتبة، رواية شبيهة، وكل رواية من هذه الروايات لا تخلو من ضعف في إسنادها، إلا أن العلماء ذكروها في كتبهم، واحتجوا بها، ولم يزل ذكر الشروط العمرية على ألسنتهم وفي كتبهم، وقد أنفذها بعده الخلفاء، وعملوا بموجبها.
- وقال ابن تيمية: «في شروط عمر بن الخطاب التي شرطها على أهل الذمة لما قدم الشام، وشارطهم بمحضر المهاجرين والأنصار، وعليه العمل عند أئمة المسلمين، لقول رسول الله صلى الله عليه وسلم: "عليكم بسنتي، وسنة الخلفاء الراشدين من بعدي، تمسكوا بها، وعضوا عليها بالنواجذ، وإياكم ومحدثات الأمور، فإن كل محدثة بدعة، وكل بدعة ضلالة". وقوله صلى الله عليه وسلم: "اقتدوا باللذين من بعدي، أبي بكر وعمر" لأن هذا صار إجماعاً من أصحاب رسول الله صلى الله عليه وسلم، الذين لا يجتمعون على ضلالةٍ على ما نقلوه وفهموه من كتاب الله، وسنة نبيه صلى الله عليه وسلم».[3]

## رأي المستشرقين

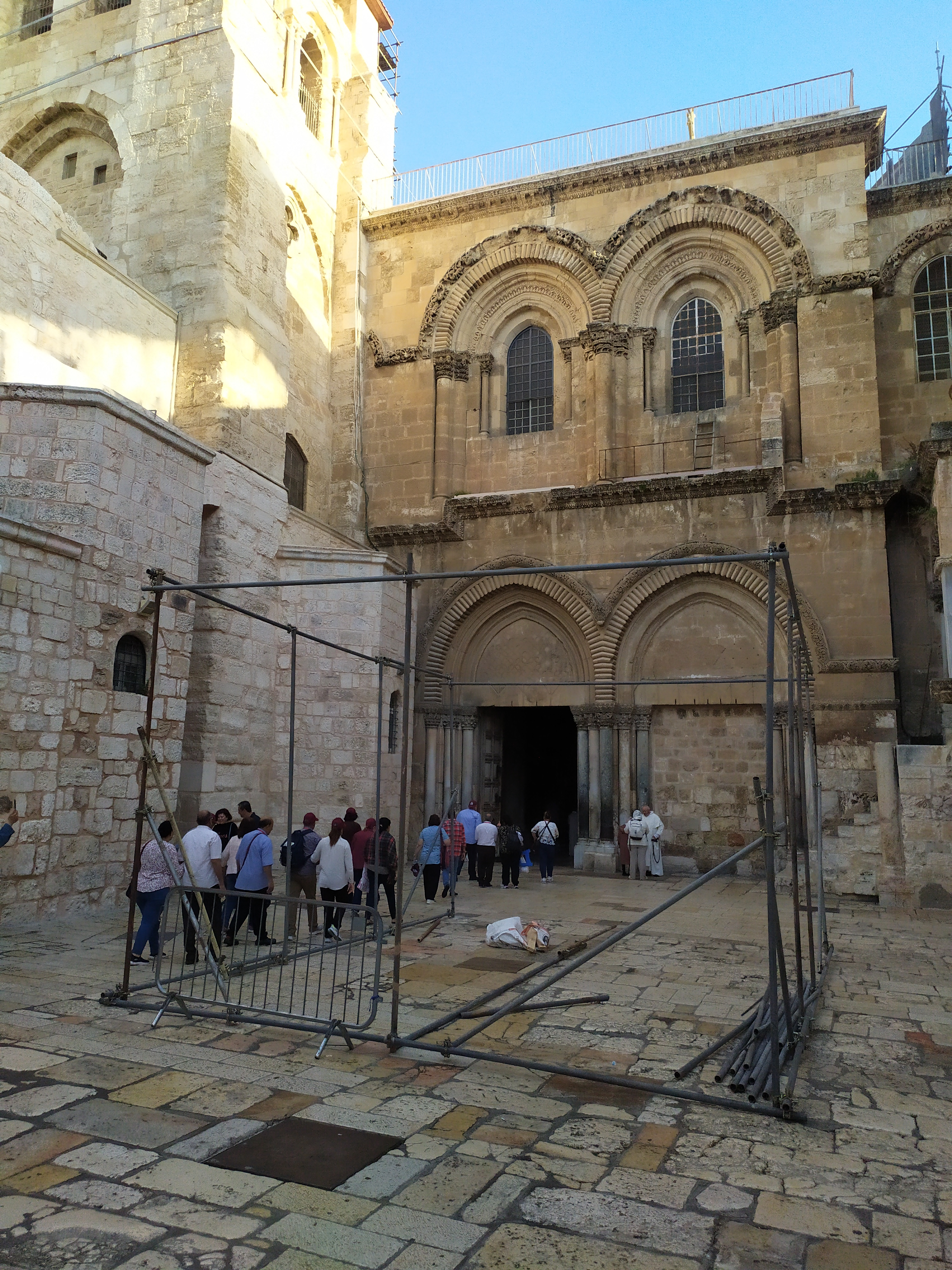
كنيسة القيامة في القدس، تقع بالقرب من مسجد عمر بن الخطاب في القدس

يرى ليون كايتاني ودي خويه أن القيود في الشروط العمرية قد اُستحدثت في بعض العصور المتاخرة ومع ذلك فقد قبل فقهاء المسلمين الذين عاشوا في أزمان أقل تسامحا هذه العهود على أنها صحيحة.